# Iginio Ugo Tarchetti

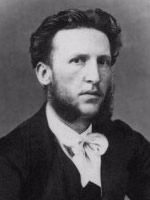
Ugo Iginio Tarchetti, autor de la conocida novela scapigliata Fosca

Igino Ugo Tarchetti (San Salvatore Monferrato (AL), 1839 - Milán 1869) fue un escritor italiano scapigliato. Ocasionalmente fue también poeta y periodista.

## Biografía
En su pueblo natal emprendió la carrera militar, pero la interrumpió bruscamente en 1865 por motivos de salud, estableciéndose en Milán. Aquí se dedicó febrilmente a la actividad literaria, entrando en contacto con los ambientes de la scapigliatura, colaborando con numerosos diarios y escribiendo cuentos, novelas y versos. Exhausto de esta actividad, de la miseria y de la tisis, falleció en la capital lombarda a la temprana edad de treinta años.

## Obras y características
Su temperamento anticonformista, inclinado a la soledad, a la melancolía, a las fantasías macabras, a la vida desordenada marcada por la dedicación al arte, por la miseria y por la enfermedad, lo hacen un típico representante de la literatura scapigliata. Ha dejado numerosas obras, entre las cuales destacan I canti del cuore, escritos antes de cumplir veinte años, que son prosas líricas inspiradas en canciones populares alemanas y en Lord Byron. En 1866 publicó Paolina, novela de corte social, que trata de una muchachita pobre pero virtuosa que es seducida por un malvado noble. Esta obra denuncia en forma de folletín la opresión que pesa sobre el proletariado.
En 1867 es publicada la novela Una nobile follia, que se lanza contra la guerra y expone una tesis antimilitarista. En el año de la muerte se editan colecciones de cuentos, ya publicados previamente en varios periódicos: los Cuentos fantásticos que responden a la influencia de E.T.A. Hoffmann y de Edgar Allan Poe y se centran en el interés por el espiritismo, los fenómenos para-psicológicos, lo "oscuro" y lo macabro. Son todos temas típicos del romanticismo germánico, que en Italia había tenido poca difusión a causa de la opinión negativa de la Iglesia Católica sobre estos argumentos.
Amore nell'arte quiere mostrar que el amor y el arte, sobre todo la música, pueden infringir las barreras de la vida y de la muerte. También hay un gusto por los estados psicológicos anormales, como en la obra Innamorato di montagna. En 1869 se publica la obra más importante de Tarchetti, la novela Fosca, inconclusa y terminada por el amigo Salvatore Farina. Póstumamente fueron publicados en 1879 los versos, con el título de Disiecta.
Característico de la obra de Tarchetti es un inquieto experimentalismo, que lo lleva por un lado a la dedicación social y política entre las filas de la Izquierda histórica, y por el otro lado a la exploración de lo fantástico, de lo anormal, de lo patológico, de lo macabro, bajo el sello dominante de una atracción por la muerte como "paso abierto a las regiones de lo posible".

## Fosca
La novela Fosca fue editada por capítulos en Il Pungolo en 1869, luego en volumen el mismo año. El escritor murió antes de terminar el penúltimo capítulo, que fue terminado como ya recordamos por su amigo Salvatore Farina.
El protagonista de la obra, Giorgio, oficial del ejército (que narra en primera persona) se ve dividido entre dos imágenes femeninas: Clara, dama bella y serena, con la cual tiene una relación feliz y placentera; y Fosca, mujer feísima interiormente, histérica, de agudísima y patológica sensibilidad. Fosca es la prima del coronel comandante de la guarnición de la pequeña ciudad donde Giorgio, como oficial, es destinado.
En las grises afueras de la provincia se desarrolla el núcleo de la historia, que es pobre en eventos externos pero rica en sucesos psicológicos, los cuales constituyen argumento principal de la trama. Poco a poco Giorgio sufre la fascinación morbosa por Fosca, sin poderse librar de ella: sin embargo, la mujer muere después de una terrorífica noche de amor con él, y el protagonista queda como contaminado por la enfermedad de su amante.
La novela se mueve sobre dos planos, estrechamente relacionados entre sí. Por un lado se nota un interés por el análisis del caso patológico, en la línea de la novela naturalista (en 1865 Edmond de Goncourt y Jules de Goncourt ya habían estudiado un caso de histeria en la novela Germinie Larcerteux); por otro lado presenta una estructura simbólica, que se coloca en la dimensión del horror, de lo oculto y lo oscuro. Fosca es la mujer fatal, la mujer vampiro que absorbe la vida del hombre que cae víctima de su fascinación, y le transmite su morbo. Pero en la delgadez extrema, que evoca constantemente símbolos terribles como la calavera y el esqueleto, es también una imagen de la muerte.
El protagonista sufre por la fascinación tenebrosa por la muerte, y se sumerge en la voluptuosidad de la autodestrucción. Se crea de este modo una oposición entre Fosca y Clara (los dos nombres tienen evidentemente un gran valor alusivo), con esta última que representa al contrario la atracción hacia la vida. En esta exploración de los "misterios de lo subconsciente", en la cual Eros y Thanatos, o el Amor y la Muerte, se mezclan inextricablemente, la novela es una interesante anticipación de las temáticas decadentes típicas de Gabriele D'Annunzio.
Italo Calvino, en su artículo crítico, dijo que: "Fosca es un personaje entre liberty y dannunziano anticipado por lo menos veinte años en un mundo que no es el suyo".